# Unteres Schloss Leitershofen

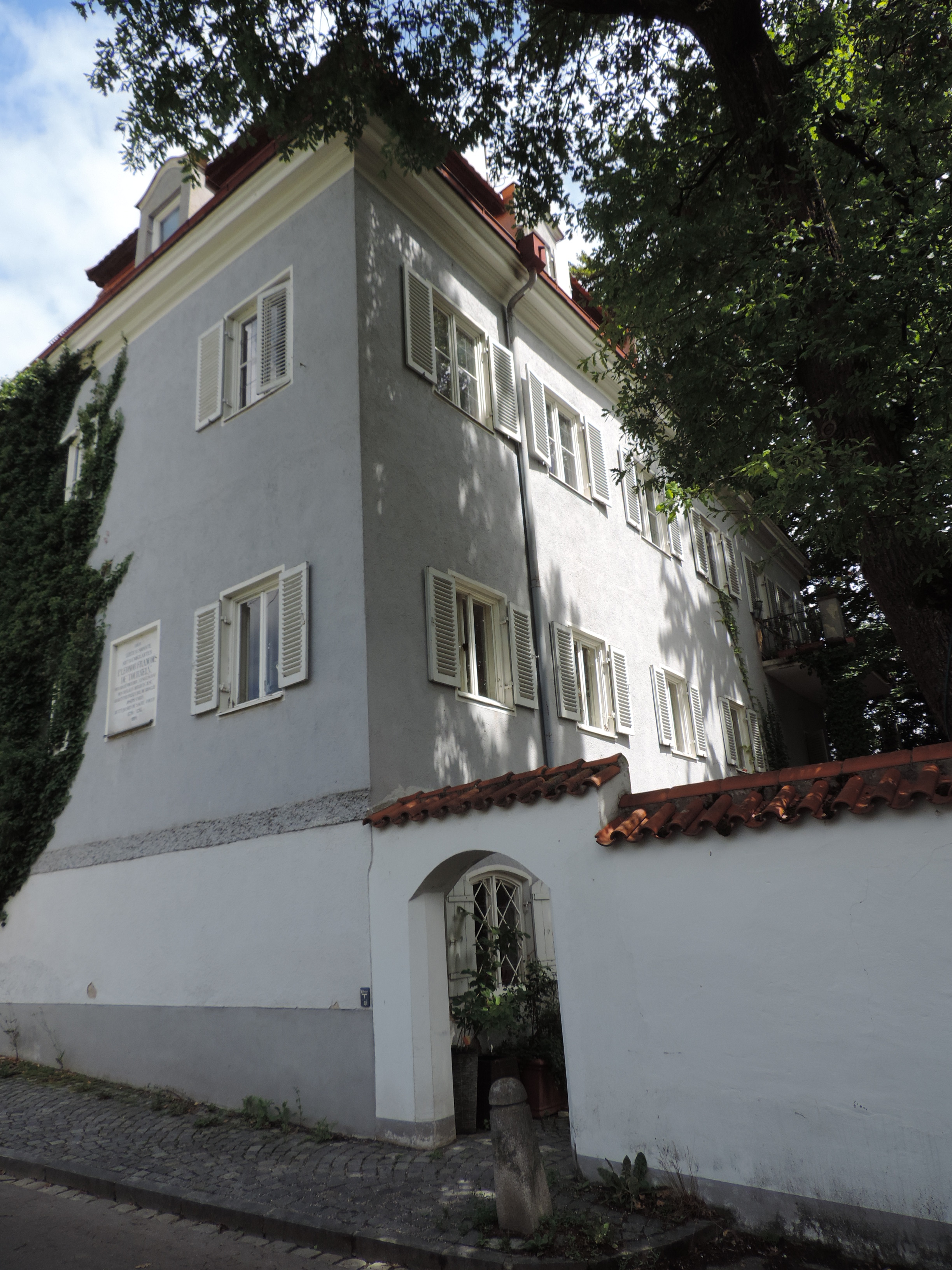
West-/Südseite des Schlosses mit Seitenportal

Das Untere Schloss Leitershofen steht in Leitershofen, einem Stadtteil von Stadtbergen im Landkreis Augsburg. Es ist ein dreigeschossiges Gebäude mit spätbarockem Mansardwalmdach.

## Geschichte

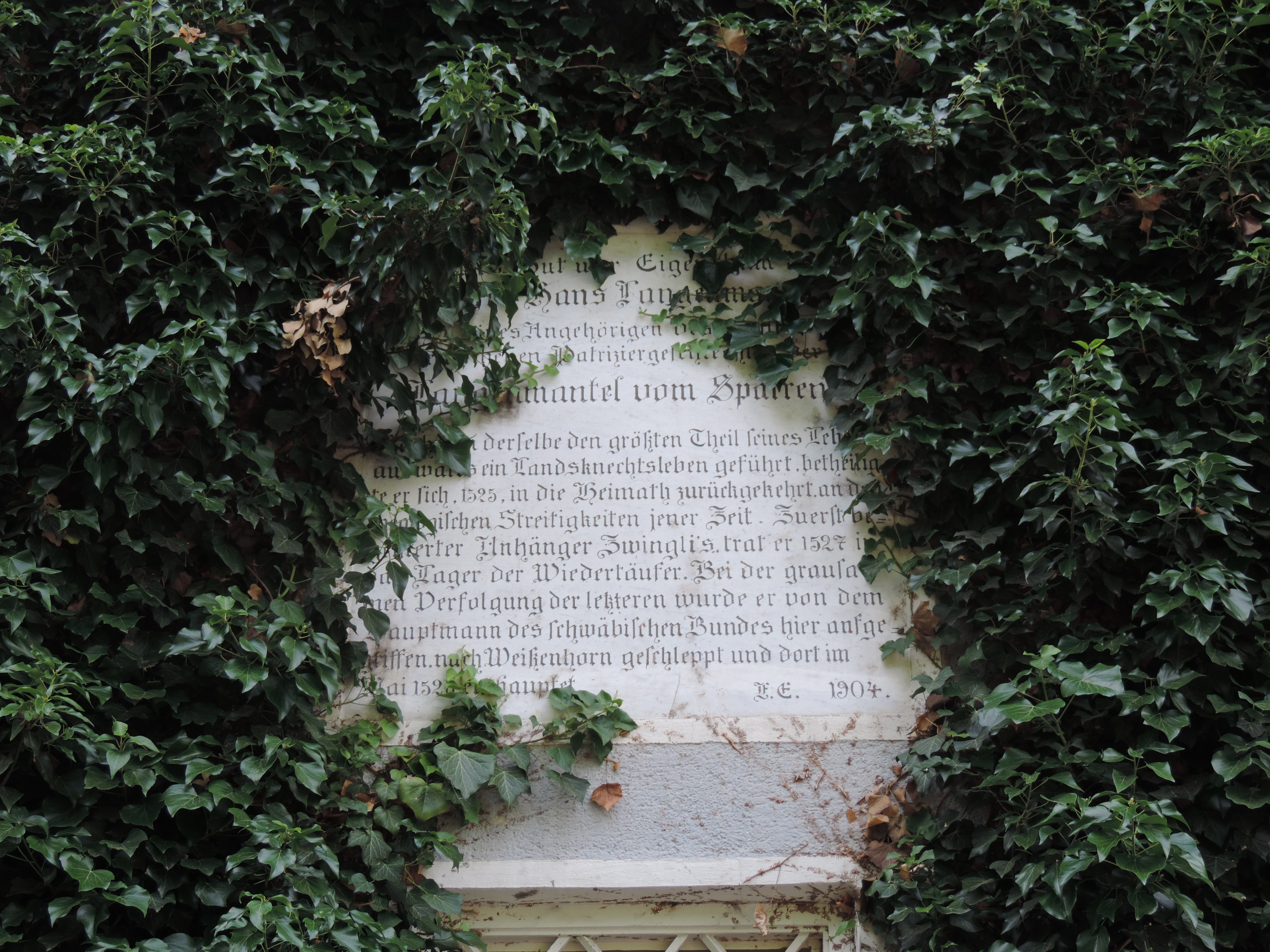
Tafel zur Erinnerung an den Schlossbesitzer Langenmantel vom Sparren

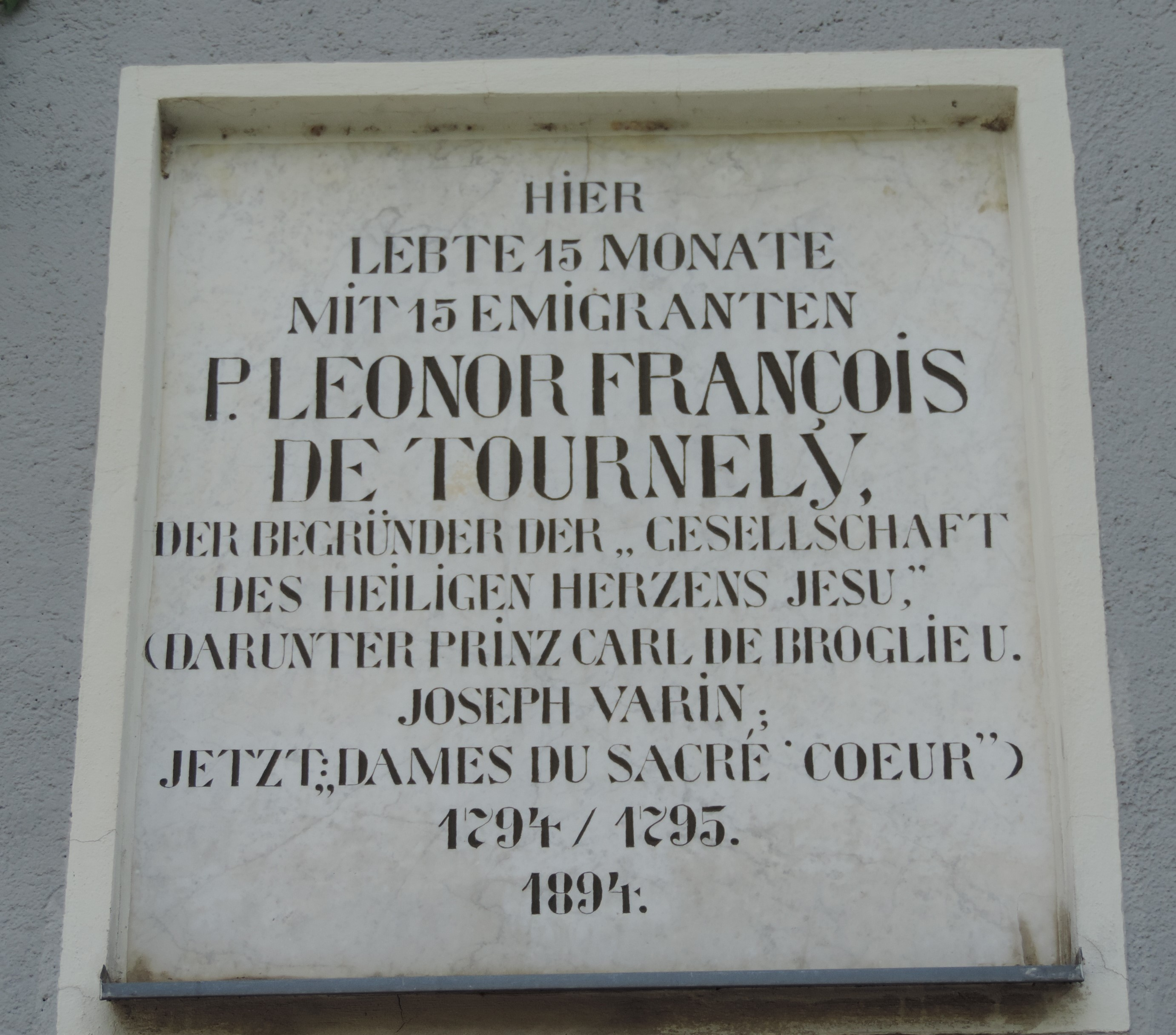
Tafel zur Erinnerung an Pater de Tournély

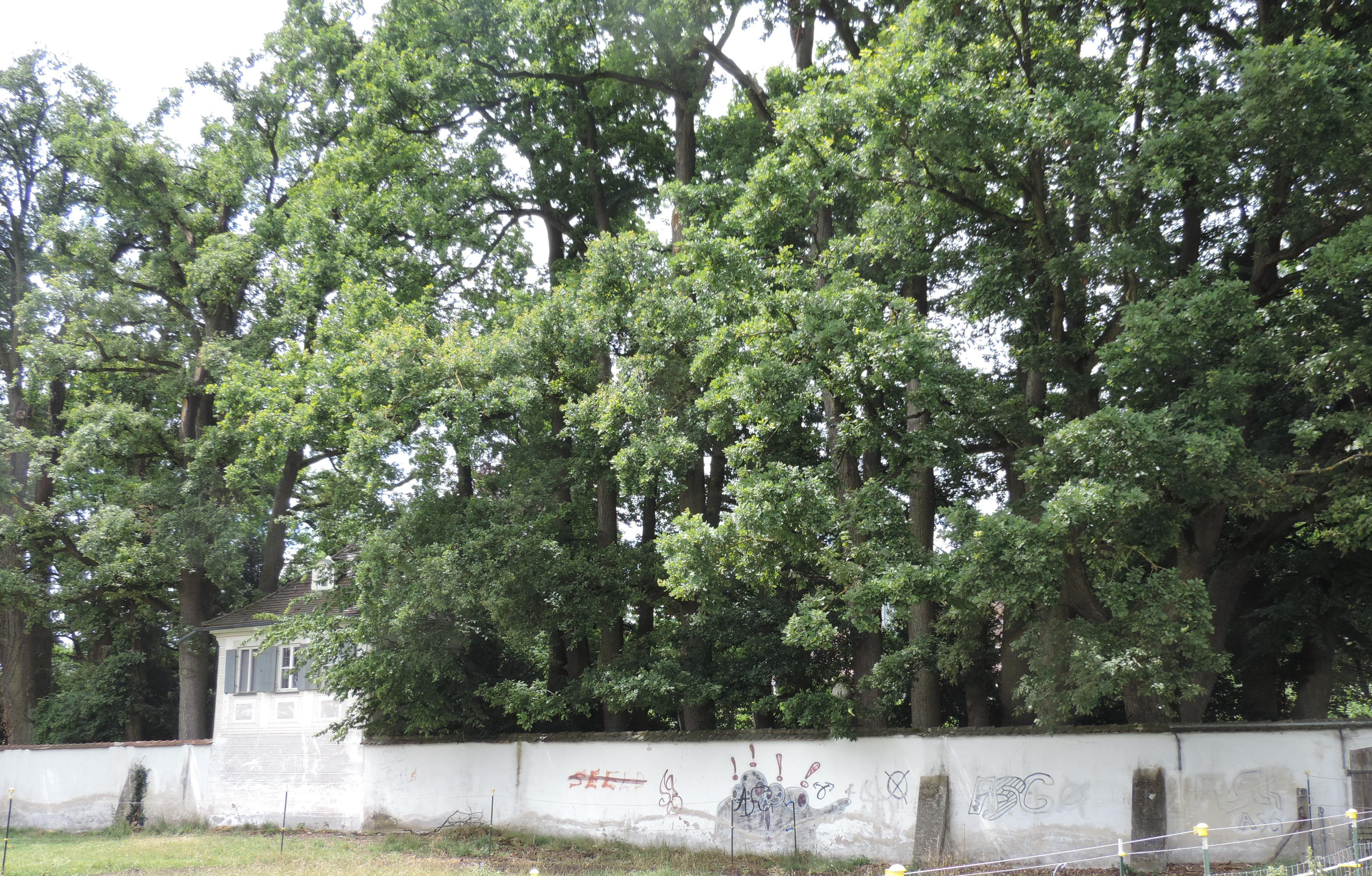
Schlossmauer mit Pavillon

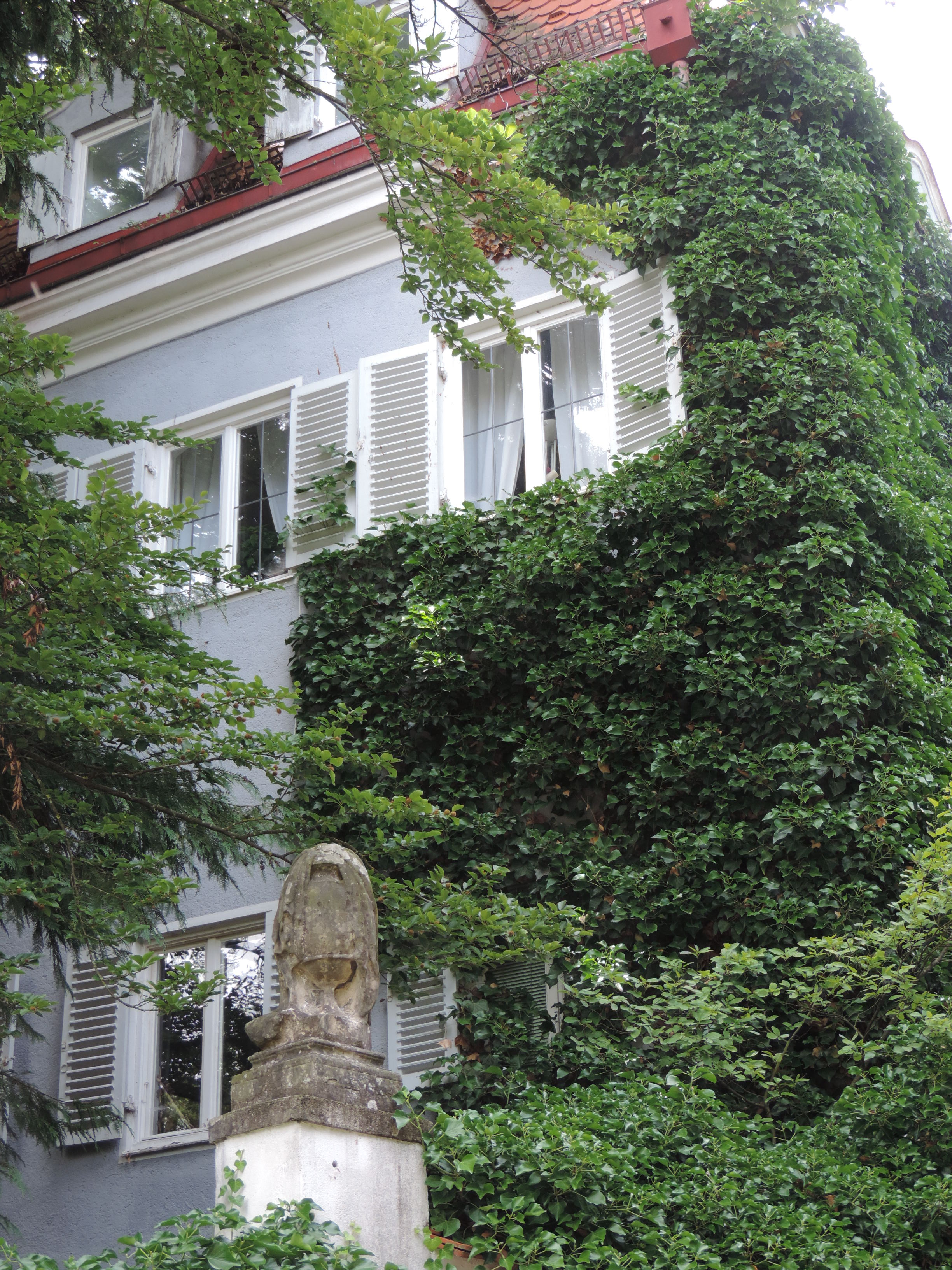
Ostseite des Schlosses

Das Schloss war seit dem mittleren 14. Jahrhundert im wechselnden Besitz bedeutender Geschlechter Augsburgs. Dazu gehörten u. a. die Patrizier-, Kaufmanns- und Ratsfamilien Rehlinger, Hofmaier, Peutinger und Langenmantel. Über den früheren Schlossbau ist nichts Genaueres bekannt:
Aus dem ersten Viertel des 17. Jahrhunderts überliefert ein Stich von Jacob Custos, dass hier ein wohl nahezu quadratischer Bau von zwei Stockwerken mit vier aufgesetzten Ecktürmchen mit spitzen Zeltdächern und (mindestens einem) mittigen Ziergiebel bestand. Dargestellt ist offenbar jenes 'schöne Schlößlein', das 1575 unter Wilhelm Sinzinger errichtet wurde.
Der heutige Gebäudekomplex stammt im Wesentlichen aus dem Jahre 1728. Im Jahre 1766 wurde das Schloss renoviert, wobei das spätbarocke Mansarddach mit seinen von geschweiften Giebeln überfangenen Gauben dem Gebäude aufgesetzt wurde. Der Park des Schlosses ist umgeben von einer Mauer. In der Mitte der Ostmauer befindet sich ein kleiner Pavillon mit Walmdach.
Im Zuge der französischen Revolution gingen zahlreiche Adelige in die Emigration, darunter Pater Léobor Francois de Tournèly, der Gründer der Gesellschaft vom hl. Herzen Jesu, aus der später der Orden Dames du Sacrè Coeur hervorging. Er fand 1794 vorübergehend im leerstehenden Schloss Unterkunft. Daran erinnert eine an der Westfront angebrachte Tafel.
1854 ging das Schloss in den Besitz von Anton Forger über, der es 1893 an den Spirituosenfabrikanten Fritz Eber verkaufte und dessen Nachfahren die heutigen Besitzer des Schlosses sind.
Das Untere Schloss in Leitershofen lässt, nicht zuletzt dank seiner exponierten Lage am nördlichen Dorfrand, bis heute die Struktur eines ländlichen Schlossanwesens des Spätbarocks erleben. Umso bedauerlicher, das der weitläufige Park mit seinem alten Baumbestand … durch einen modernen Wohnbau beeinträchtigt wird.